# Arquine
Arquine es una revista mexicana de arquitectura y el diseño de difusión trimestral y circulación internacional. Actualmente su director es el arquitecto español Miquel Adrià y su directora ejecutiva es la arquitecta mexicana Andrea Griborio

## Historia

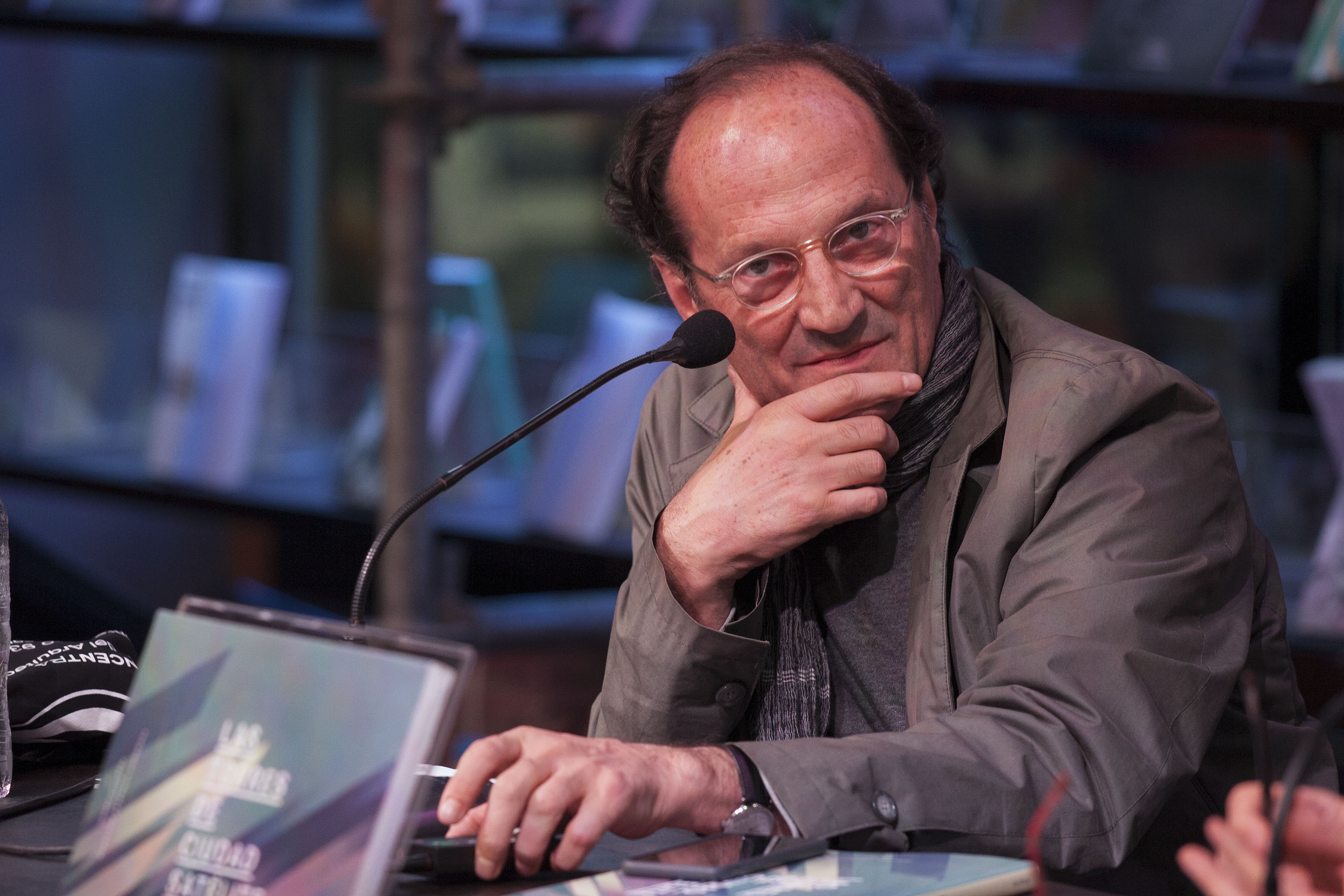
Miquel Adrià, director de la revista Arquine.

Arquine fue fundada en 1997 y ha ido evolucionando hasta convertirse en una plataforma de generación de contenido dedicada a la arquitectura y diseño de construcción de México.
La revista se centra básicamente en hacer crítica arquitectónica y a informar sobre el proceso evolutivo arquitectónico y funcional que transcurre en México y Latinoamérica.
Conforme se han ido incorporando las nuevas tecnologías al mercado, Arquine ha ido reconvirtiendo su divulgación mediante redes sociales, radio, concursos, congresos, posgrados, festivales y libros.
En su número 80, en conmemoración de sus 20 años en activo, se propusieron 20 palabras clave y 20 autores de referencia para deliberar sobre este periodo.